# St. Gallus (Untereuerheim)

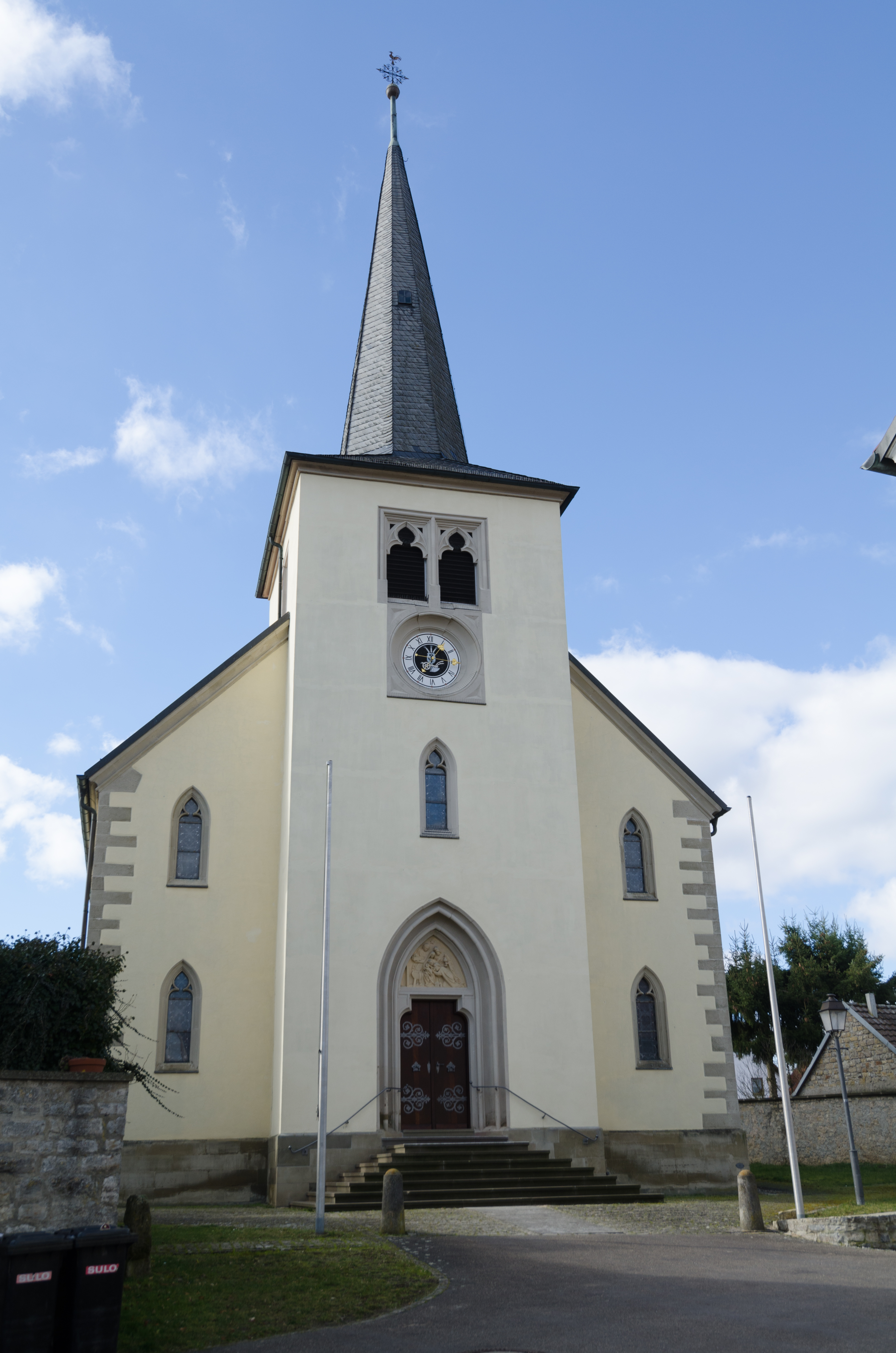
St. Gallus (Untereuerheim)

Die römisch-katholische, denkmalgeschützte Kuratiekirche St. Gallus steht in Untereuerheim, einem Gemeindeteil der Gemeinde Grettstadt im Landkreis Schweinfurt (Unterfranken, Bayern). Die Kirche ist unter der Denkmalnummer D-6-78-138-85 als Baudenkmal in der Bayerischen Denkmalliste eingetragen. Die Kuratie gehört zur Pfarreiengemeinschaft St. Christopherus im Mainbogen (Gochsheim) im Dekanat Schweinfurt-Nord des Bistums Würzburg.

## Beschreibung
Die Saalkirche besteht aus einem neugotischen Langhaus, einem eingezogenen, dreiseitig geschlossenen Chor im Westen und einem Julius-Echter-Turm im Osten, der bereits um 1600 gebaut und mit einem achtseitigen schiefergedeckten Knickhelm bedeckt wurde. Die Kirche wurde 1979 instand gesetzt. Dabei wurde die Ausmalung aus der Zeit um 1900 wieder hergestellt. Die 1850 gebaute Orgel mit 10 Registern, einem Manual und einem Pedal wurde von 1988 vom Orgelbauer Horst Hoffmann restauriert.